# 踊る大紐育
『踊る大紐育』（おどるだいニューヨーク、On the Town）は、1949年のアメリカ合衆国のミュージカル映画。1944年のブロードウェイ・ミュージカル作品『オン・ザ・タウン』を原作としているが、ストーリーや楽曲は大幅に変更されている。監督はジーン・ケリー（主演、振付も担当）とスタンリー・ドーネンが務め、フランク・シナトラ、アン・ミラー、ベティ・ギャレットが主要キャストとして出演している。撮影はスタジオセットの他にニューヨークのコロンバスサークル、アメリカ自然史博物館、ブルックリン橋、ロックフェラー・センターなどでロケーション撮影されている。2018年に「文化的、歴史的、美学的に重要な作品」としてアメリカ国立フィルム登録簿に登録された。

## ストーリー
海軍の水兵ゲイビー、チップ、オジーの3人は24時間の上陸許可を与えられ、ニューヨークでの休暇を満喫しようと街中に繰り出す。地下鉄に乗り込んだ3人は「ミス地下鉄」アイヴィ・スミスのポスターを見かけ、ゲイビーが彼女に恋する。ゲイビーはポスターを手掛かりにアイヴィを探し出そうと、2人と共にアメリカ自然史博物館に向かう。3人はアイヴィを探す中でタクシー運転手のヒルディー、人類学者のクレアという2人の女性と出会い、チップとオジーがそれぞれヒルディー、クレアと恋に落ちる。音楽学校に向かったゲイビーはようやくアイヴィを見付け出し、彼女と意気投合してデートの約束を取り付ける。その日の夜、5人はエンパイア・ステート・ビルディングで合流するが、そこに警官たちがやって来る。ゲイビーたちはアイヴィを探す途中で博物館の恐竜の骨格標本を倒してしまったため、追われる身となっていた。
警官たちをやり過ごしたゲイビーたちの元にアイヴィが合流し、6人はデートを楽しむが、途中でアイヴィが姿を消してしまう。落胆したゲイビーを慰めるため、ヒルディーはルームメイトのルーシーを呼び出して彼の相手をさせるが、ゲイビーはアイヴィのことを忘れられずにいた。ゲイビーたちはデートの途中でアイヴィのダンスコーチに出会い、アイヴィがコニーアイランドにいることを聞き出して彼女の元に向かうが、途中で警察と海軍憲兵隊に発見されてしまう。追跡を振り切ったゲイビーはコニーアイランドでアイヴィと再会し、彼女がショーガールだったことを知るが、ゲイビーは彼女への変わらぬ想いを伝える。そこに警察と海軍憲兵隊が現れ、ゲイビー、チップ、オジーは連行されてしまう。残されたアイヴィ、ヒルディー、クレアは警官や周囲の人々を説得して3人が連行された港に向かう。港に到着したアイヴィたちはゲイビーたちと別れを交わし、その中を上陸許可を与えられた水兵たちが桟橋を降りてくる。

## キャスト
| 役名               | 俳優                 | 日本語吹替 | 日本語吹替 |
| 役名               | 俳優                 | テレビ版1  | テレビ版2  |
| ------------------ | -------------------- | ---------- | ---------- |
| ゲイビー           | ジーン・ケリー       | 広川太一郎 | 尾藤イサオ |
| チップ             | フランク・シナトラ   | 筈見純     | 堀内賢雄   |
| オジー             | ジュールス・マンシン | はせさん治 | 佐々木功   |
| アイヴィ・スミス   | ヴェラ＝エレン       | 鈴木弘子   | 井上喜久子 |
| ヒルディー         | ベティ・ギャレット   | 京田尚子   | 小宮和枝   |
| クレア             | アン・ミラー         | 富永美沙子 | 小山茉美   |
| ルーシー           | アリス・ピアス       | 芝田清子   | 鈴木みえ   |
| アイヴィのコーチ   | フローレンス・ベイツ |            |            |
| 教授               | ジョージ・メイダー   |            |            |
| ウェイター長       | ハンス・コンリード   |            |            |
| タクシーのオーナー | マレイ・アルパー     |            |            |

- テレビ版1：放送日1982年1月16日 テレビ朝日『ウィークエンドシアター』他
  - 演出：近森啓祐、翻訳：佐藤一公、制作：東北新社
- テレビ版2：初回放送1991年1月3日 日本テレビ『新春映画劇場』※ノーカット
  - 演出：壺井正、翻訳：高橋京子、制作：グロービジョン

## ミュージカル曲
出典
1. "I Feel Like I'm Not Out of Bed Yet"
2. "New York, New York"
3. "Miss Turnstiles Ballet" (instrumental)
4. "Prehistoric Man"
5. "Come Up to My Place"
6. "Main Street"
7. "You're Awful"
8. "On the Town"
9. "You Can Count on Me
10. "A Day in New York" (instrumental)
11. "I Feel Like I'm Not Out of Bed Yet"/"New York, New York" (reprise)

## 製作
用意された製作費は150万ドルで、これはメトロ・ゴールドウィン・メイヤー製作のテクニカラーミュージカル映画としては最小規模の予算であり、撮影日数は46日間を予定していた。
撮影はニューヨークで行われた。同地でミュージカルシーンが撮影されたのは大手スタジオ製作映画で初となり、9日間かけて撮影が行われた。ニューヨークでのロケーション撮影を提案したのはジーン・ケリーとスタンリー・ドーネンだったが、スタジオの最高責任者ルイス・B・メイヤーはバックロットにニューヨークの撮影セットがあることを理由にロケーション撮影を拒否した。しかし、2人の説得に根気負けしたメイヤーは「数日間だけ」という条件でロケーション撮影を許可した。ロケーション撮影ではフランク・シナトラを一目見ようと集まるファンへの対処が課題となり、ステーションワゴンにカメラを設置して周囲に撮影していることを気付かれないようにする対策が施された。
アメリカ映画協会のヘイズ・コードによって「ニューヨーク・ニューヨーク」で「helluva」という単語が使用できなくなったため、該当する部分は「wonderful」という単語に変更された。

## 評価

### 興行収入
メトロ・ゴールドウィン・メイヤーの記録によると、『踊る大紐育』はアメリカ合衆国・カナダで293万4000ドル、海外市場で149万4000ドルの興行収入を記録し、スタジオには47万4000ドルの収益が入った。

### 批評
Rotten Tomatoesでは28件の批評が寄せられ支持率93%となっている。Metacriticでは8件の批評に基づき71/100の評価となっている。バラエティ誌やニューヨーク・タイムズでも高い評価を受け、批評的にも成功を収めている。

### 受賞・ノミネート
| 映画賞                                   | 部門                        | 対象                                   | 結果       | 出典   |
| ---------------------------------------- | --------------------------- | -------------------------------------- | ---------- | ------ |
| 第22回アカデミー賞                       | ミュージカル映画音楽賞      | ロジャー・イーデンス、レニー・ヘイトン | 受賞       | [ 12 ] |
| 第4回英国アカデミー賞                    | 総合作品賞                  | 踊る大紐育                             | ノミネート |        |
| 第7回ゴールデングローブ賞                | 撮影賞                      | 踊る大紐育                             | ノミネート |        |
| アメリカン・フィルム・インスティチュート | アメリカ映画主題歌ベスト100 | 「ニューヨーク・ニューヨーク」         | 第41位     | [ 13 ] |
| アメリカン・フィルム・インスティチュート | ミュージカル映画ベスト      | 踊る大紐育                             | 第19位     | [ 14 ] |